# Chloraea longipetala
Chloraea longipetala är en orkidéart som beskrevs av John Lindley. Chloraea longipetala ingår i släktet Chloraea och familjen orkidéer. Inga underarter finns listade i Catalogue of Life.

## Bildgalleri

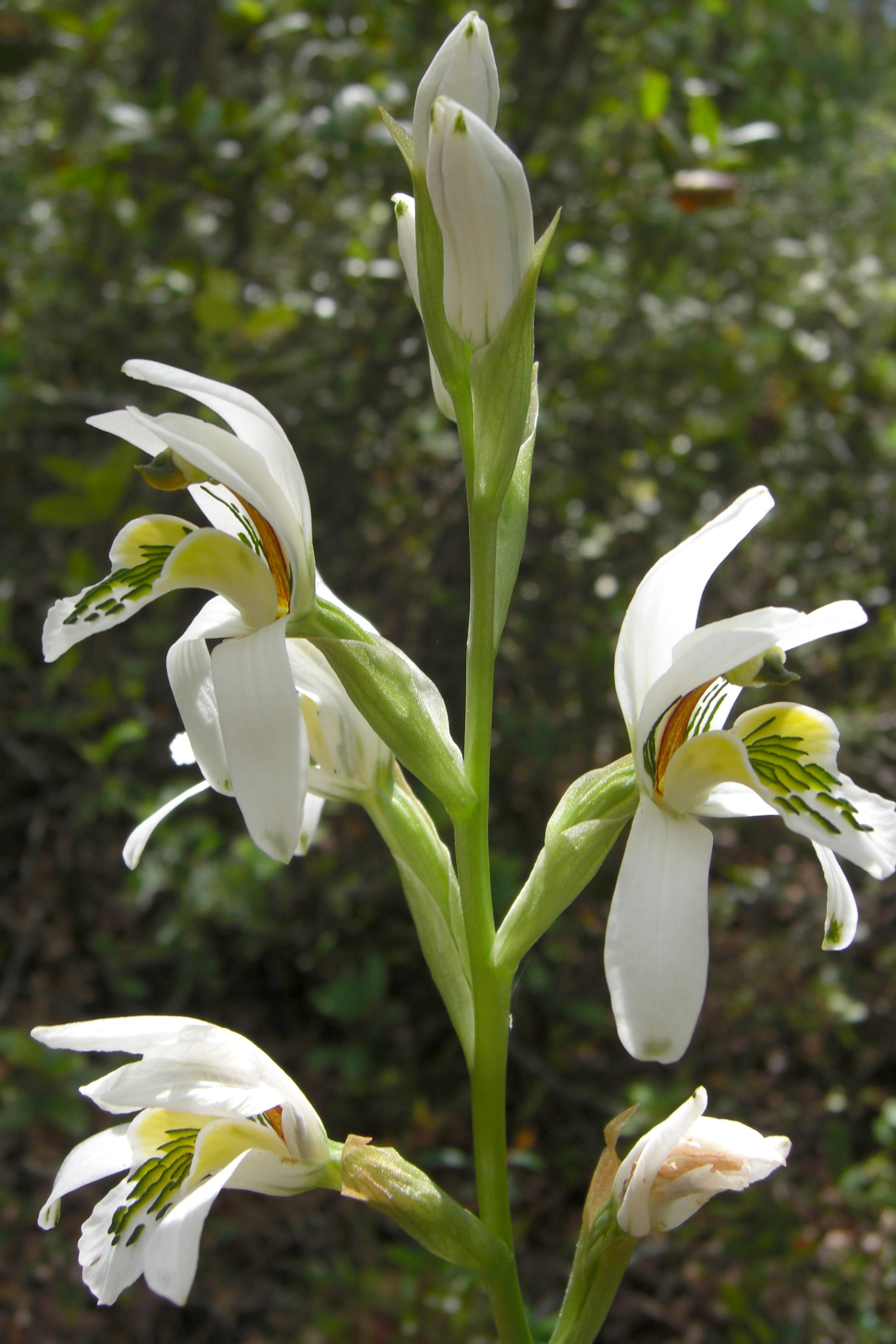
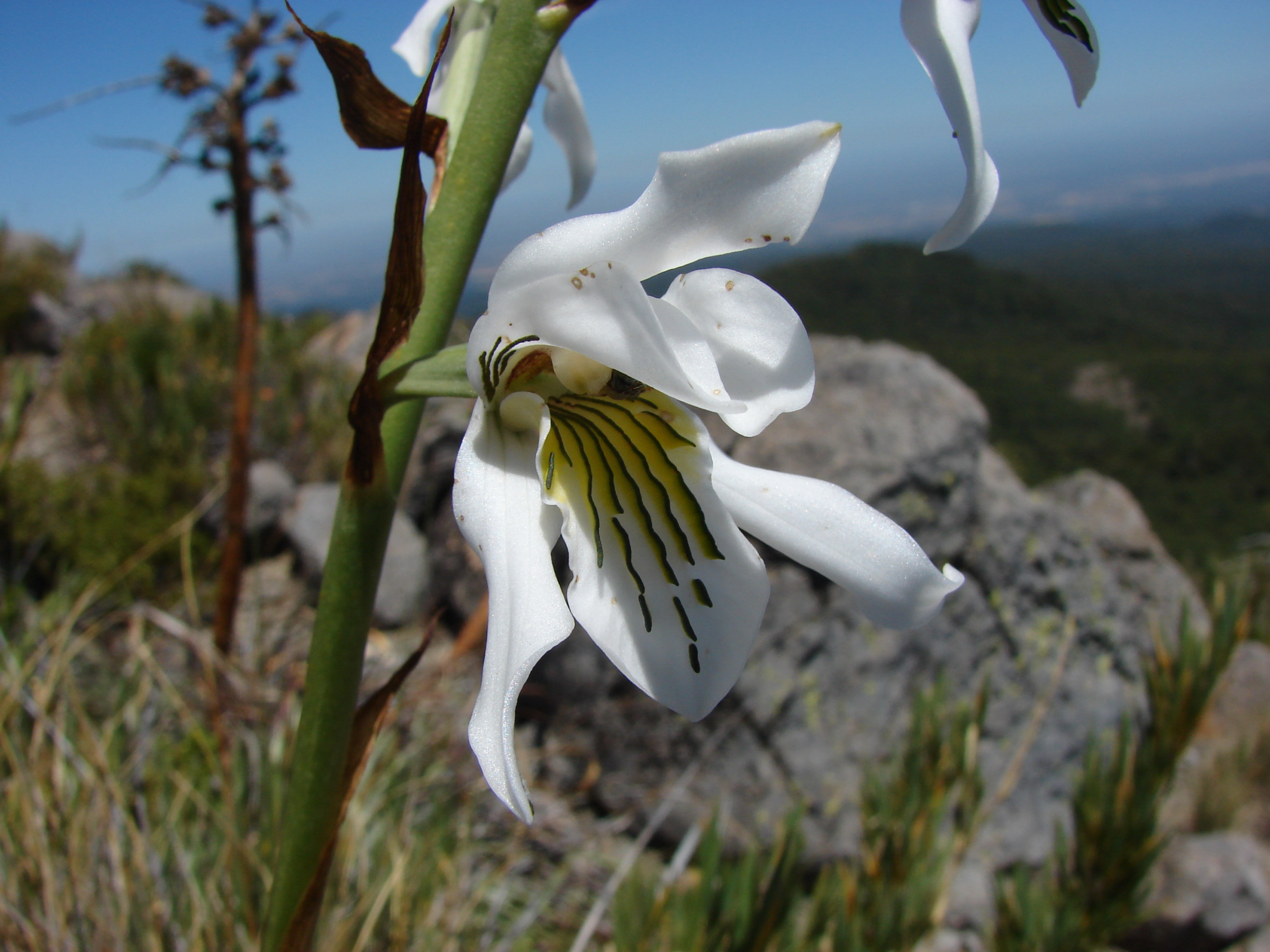